# SJ X62
De X62 van het Alstom type Coradia Nordic, is een treinstel elektrisch treinstel voor het regionaal personenvervoer.

## Geschiedenis
De Alstom Coradia Nordic is een treinstel dat van de Alstom Coradia LIREX is afgeleid. Dit treinstel is een zogenaamde lichtgewichttrein met lagevloer over de hele lengte. Het acroniem LIREX staat voor Leichter, Innovativer RegionalEXpress.
Deze treinstellen worden bij Norrtåg AB en Botniatåg AB ingezet. Dit bedrijf was een Joint Venture van DB Regio Sverige AB (tegenwoordig onderdeel van Arriva) en SJ AB.

## Constructie en techniek
Het treinstel is opgebouwd uit een aluminium frame. Door de aanwezigheid van veel deuren en de lichte bouw kunnen in korte tijd veel passagiers worden vervoerd. Het treinstel is uitgerust met luchtvering.

### Nummers
De treinen worden in verschillende regio's als volgt genummerd:
| concessie | vervoerder   | type | aantal | nummers       | levering | opmerking |
| --------- | ------------ | ---- | ------ | ------------- | -------- | --------- |
| Norrtåg   | Botniatåg AB | X62  | 11     | 62.001-62.011 | 2011     | + Bistro  |

## Internet
Deze treinen werden uitgerust met draadloos internet door middel van een wifiverbinding.

## Treindiensten
De treinen worden in verschillende regio's ingezet voor het personenvervoer:
| concessie | vervoerder   | traject                                   | opmerking           |
| --------- | ------------ | ----------------------------------------- | ------------------- |
| Norrtåg   | Botniatåg AB | * Umeå - Sundsvall * Sundsvall - Storlien | vanaf augustus 2010 |

## Foto's

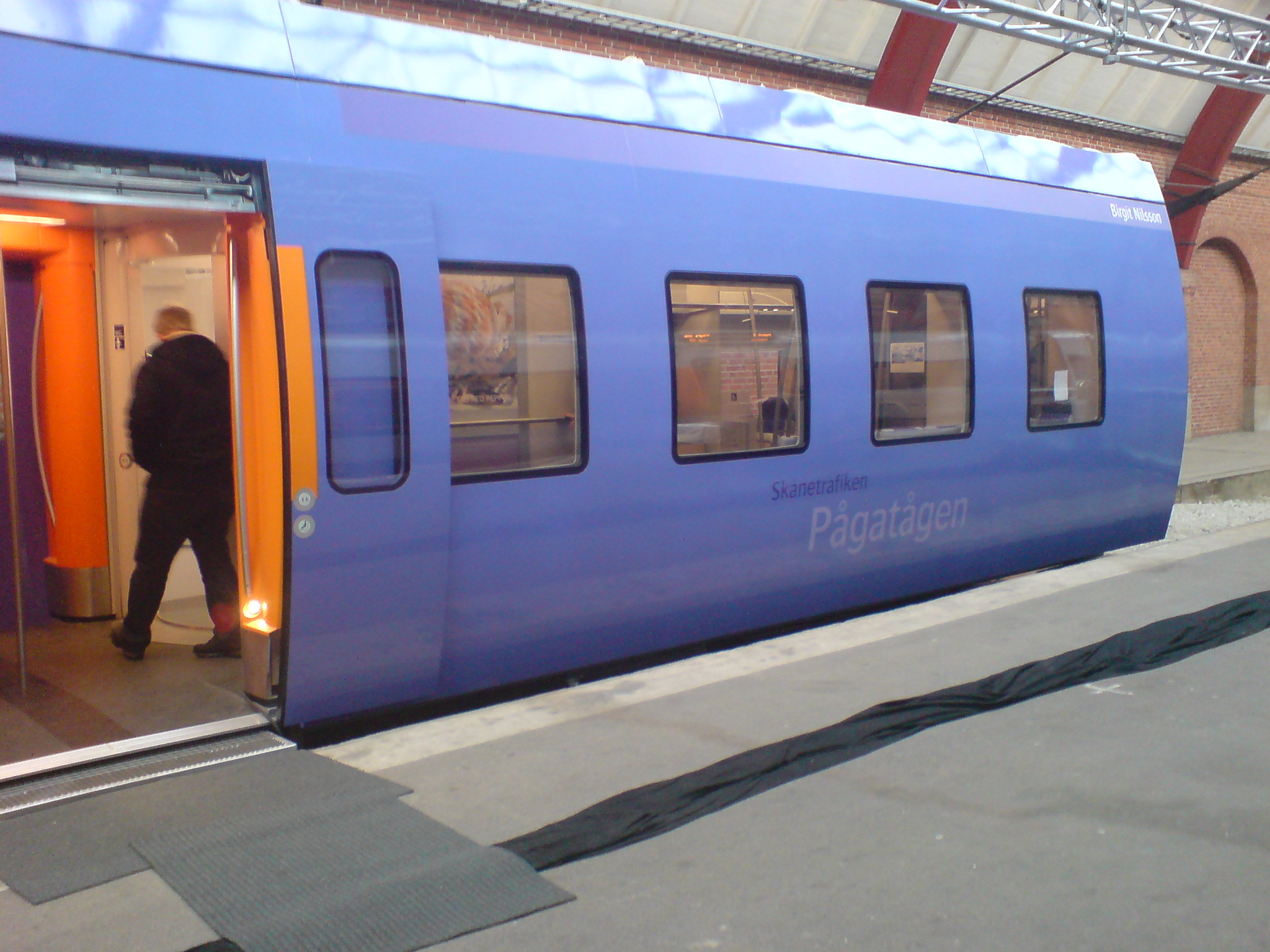
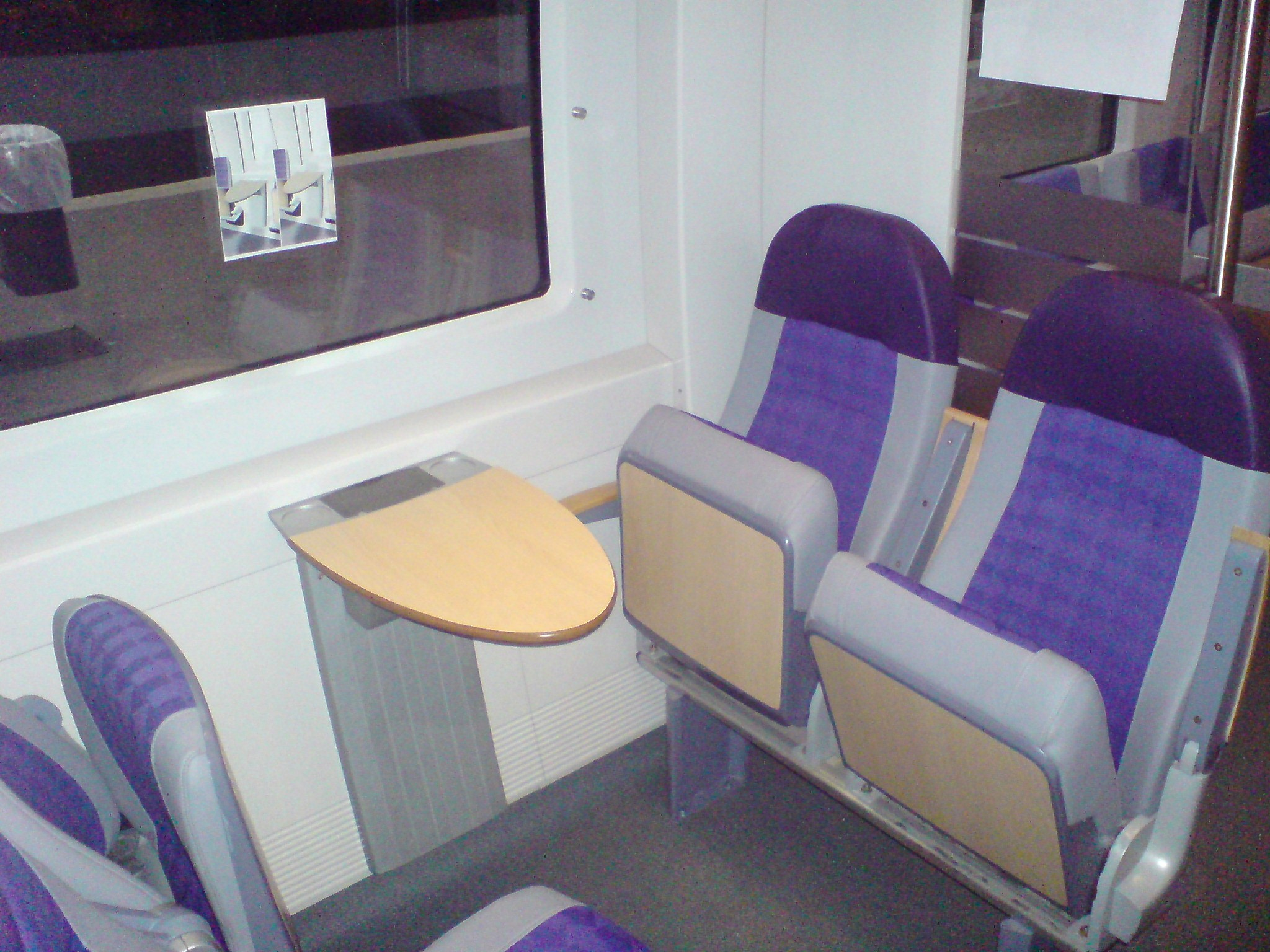
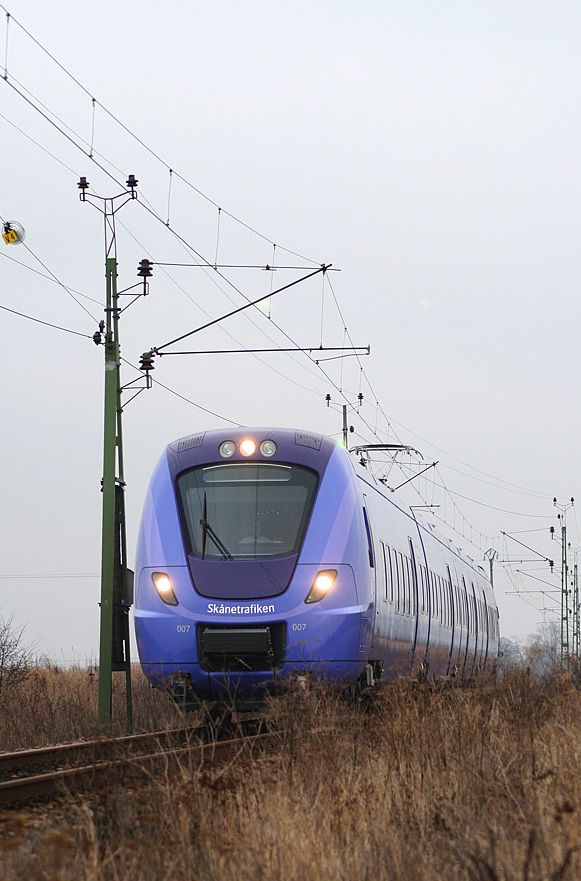
SJ X61.007 van de Skånetrafiken op 4 december 2009 te Teckomatorp